# Venus (fartyg)
Venus var ett fartyg levererat 1873 från Motala Verkstad i Motala till Motala Ströms Ångfartygs Aktie Bolag. Fartygets varvsnummer var 195. Skrovet var av järn.
Venus var systerfartyg till Juno som byggdes ett år senare. 
| Fartygsdata | Vid leverans från varv   | Vid avregistrering |
| ----------- | ------------------------ | ------------------ |
| Längd öa    | 106,0 fot1 (31,47 meter) | 31,45 meter        |
| Bredd       | 22,5 fot1 (6,68 meter)   | 6,68 meter         |
| Djupgående  | 2,82 meter               | 2,72 meter         |
| Brt/Nrt     | 266/178 ton              | 254/148 ton        |

1Uppgift ur Motala Verkstads förteckning över tillverkade produkter.
Fartyget var utrustat med en tvåcylindrig kompoundångmaskin om 60 nom hk (240 ind hk), maskin nr 293, tillverkad vid Motala Verkstad i Motala.
De två systerfartygen var avsedda att döpas till Thiers efter den franske presidenten Adolphe Thiers respektive Darwin efter den engelske naturforskaren Charles Darwin. Avsikten med namnvalen kan ha varit att attrahera utländska resenärer. Då inte alla aktieägare var överens i namnfrågan fattades beslut om namnen Juno och Venus. Därefter fick ytterligare några av rederiets fartyg namn efter den romerska mytologin.

## Historik
- 1872	Fartyget beställde av rederiet. Kontrakterad byggkostnad var 115 000 rdr rmt.
- 1873	Juli. Fartyget levererades till rederiet.
- 1875	Maskineriet flyttades framåt i fartyget.
- 1880	Under vintern 1880-1881 var fartyget uthyrt till Stockholms stad som isbrytare för att  hålla rännan Stockholm-Sandhamn öppen.
- 1888	Ny ångpanna installerades.
- 1893	Akterskeppet byggdes om.
- 1918	Fartyget utrustades inte för trafik.
- 1918	November. Fartyget köptes av Rederi AB Kristinehamns Trafik i Kristinehamn för  70 000 kr. Fartyget lades upp vid Pålvirket utanför Götaverken i Göta älv där det läts  förfalla.
- 1923	Februari. Fartyget köptes av Fritz Forsman i Stockholm för 7 000 kr för att  användas som logementsfartyg vid stuveriarbetarkonflikter.  Oklart om fartyget byggdes om till pråm eller sänktes. Båda uppgifterna  förekommer.
- 1928	Fartyget avfördes från skeppsregistret.